# Mizushima Rinkai Railway
Mizushima Rinkai Railway Co.,Ltd. (水島臨海鉄道株式会社, Mizushima Rinkai tetsudō kabushiki-gaisha) est une compagnie de transport de marchandises et de passagers qui exploite deux lignes ferroviaires dans la préfecture d'Okayama au Japon. Son siège social se trouve dans la ville de Kurashiki.

## Histoire
La compagnie a été fondée le 2 février 1970.

## Ligne
La compagnie exploite deux lignes. Le service voyageurs n'a lieu qu'entre Kurashiki-shi et Mitsubishi-jikō-mae sur la ligne principale Mizushima.
| Ligne                      | Nom japonais | Terminus                                   | Longueur (km) | Gares |
| -------------------------- | ------------ | ------------------------------------------ | ------------- | ----- |
| Ligne principale Mizushima | 水島本線     | Kurashiki-shi - Kurashiki Kamotsu Terminal | 11,2          | 11    |
| Ligne Kōtō                 | 港東線       | Mizushima - Higashi-Mizushima              | 3,6           | 2     |

## Matériel roulant
La compagnie possède des autorails et des locomotives diesel

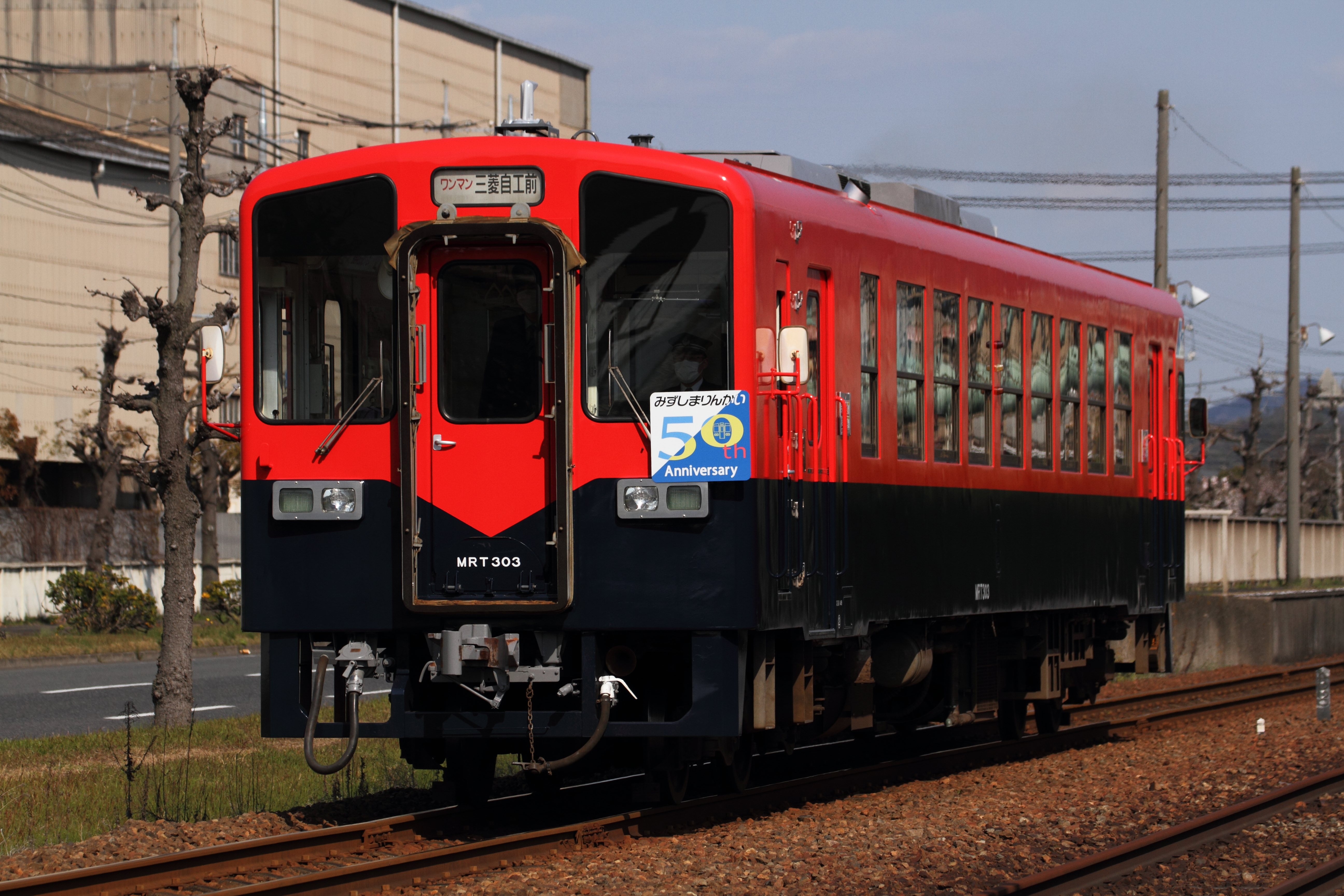
Série MRT300
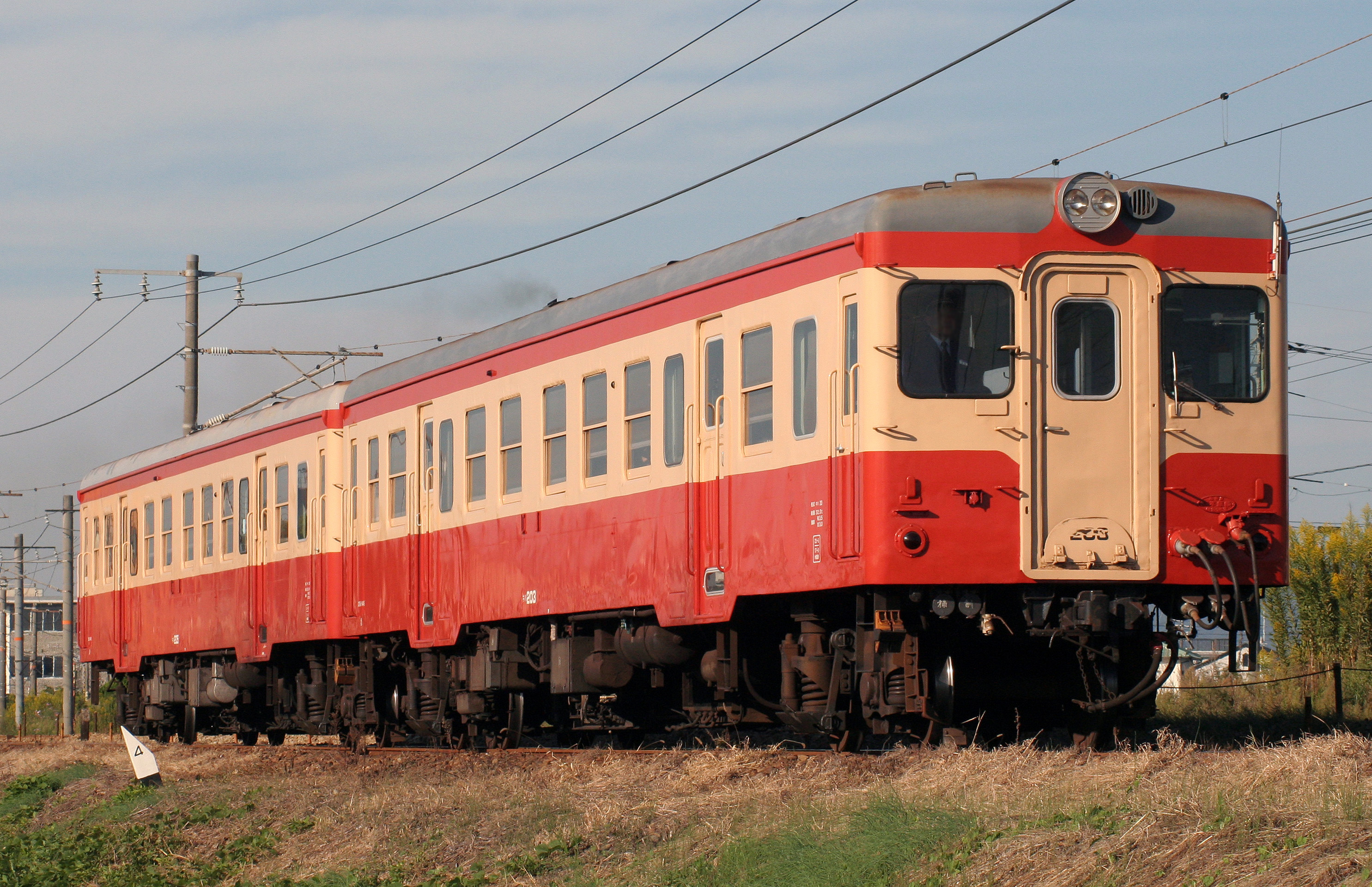
Série KiHa 20
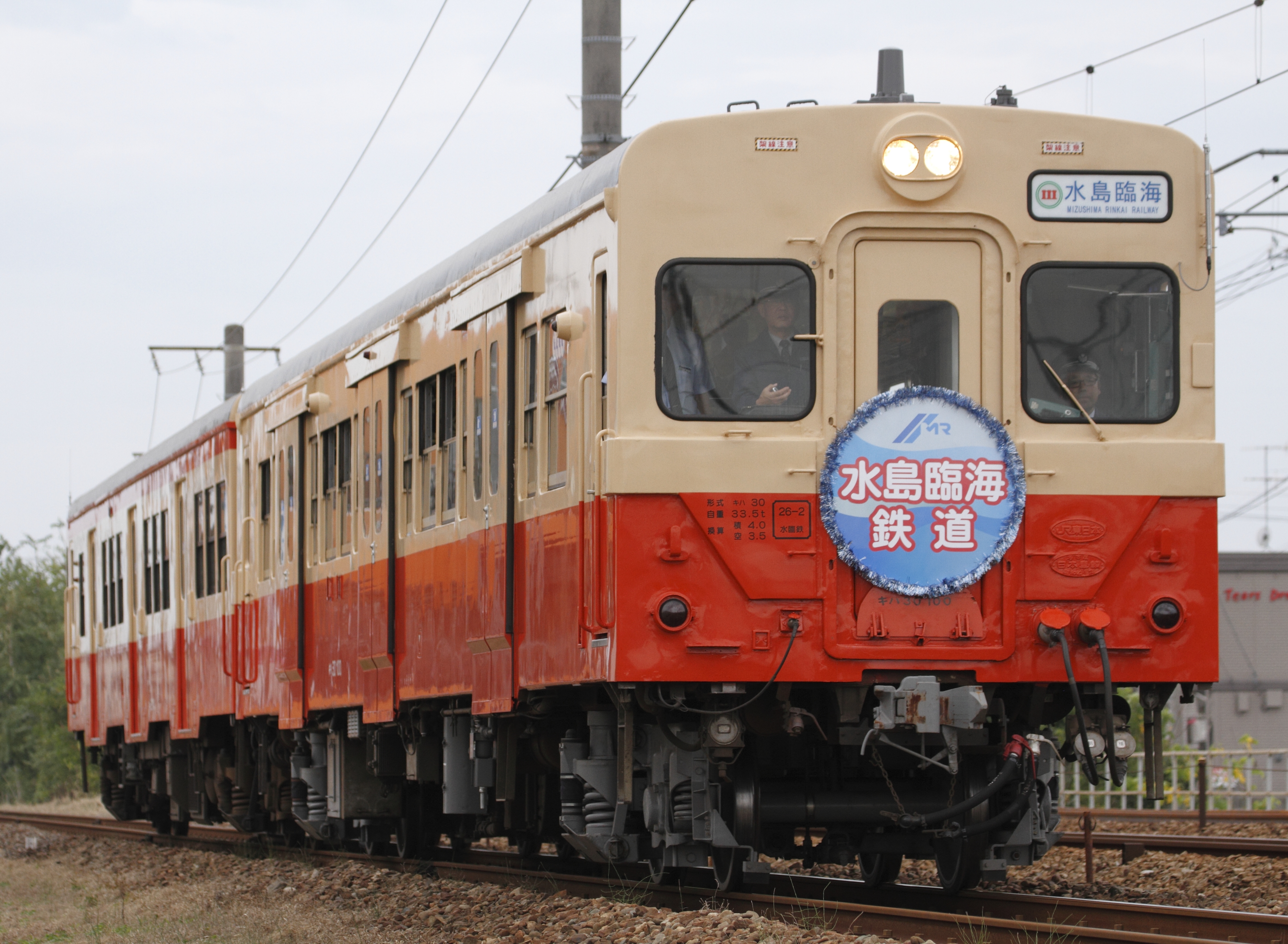
Série KiHa 30
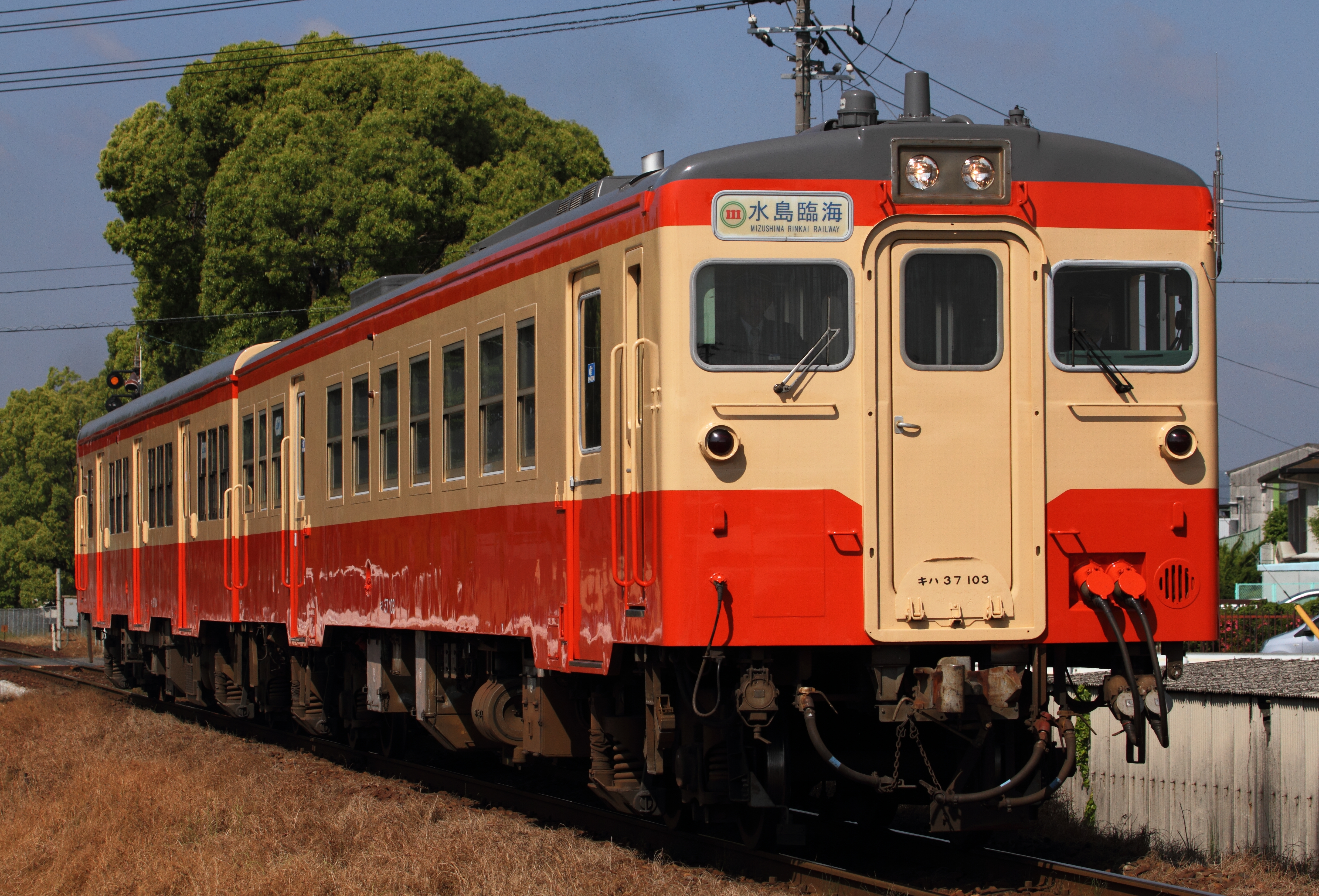
Série KiHa 37
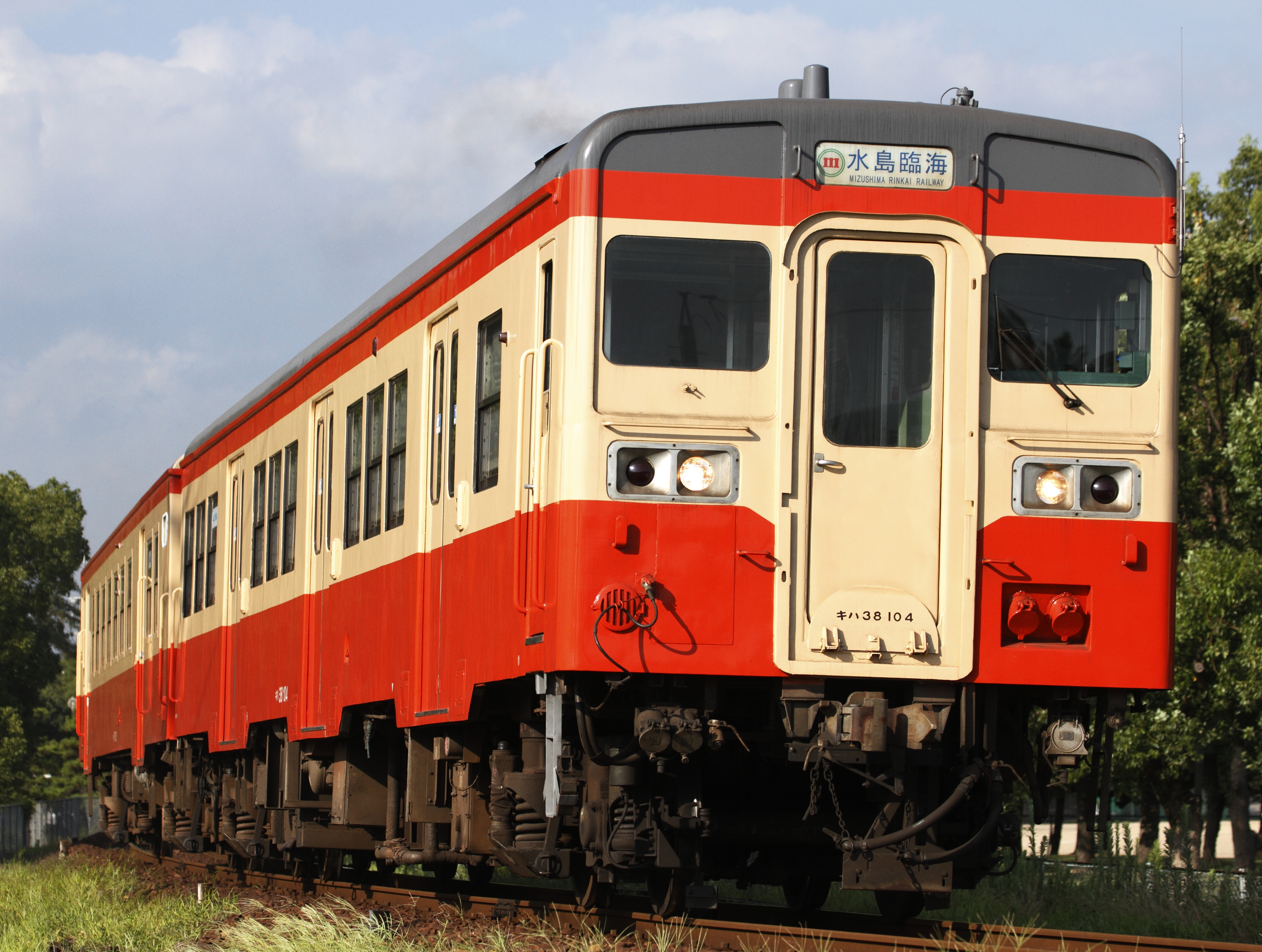
Série KiHa 38

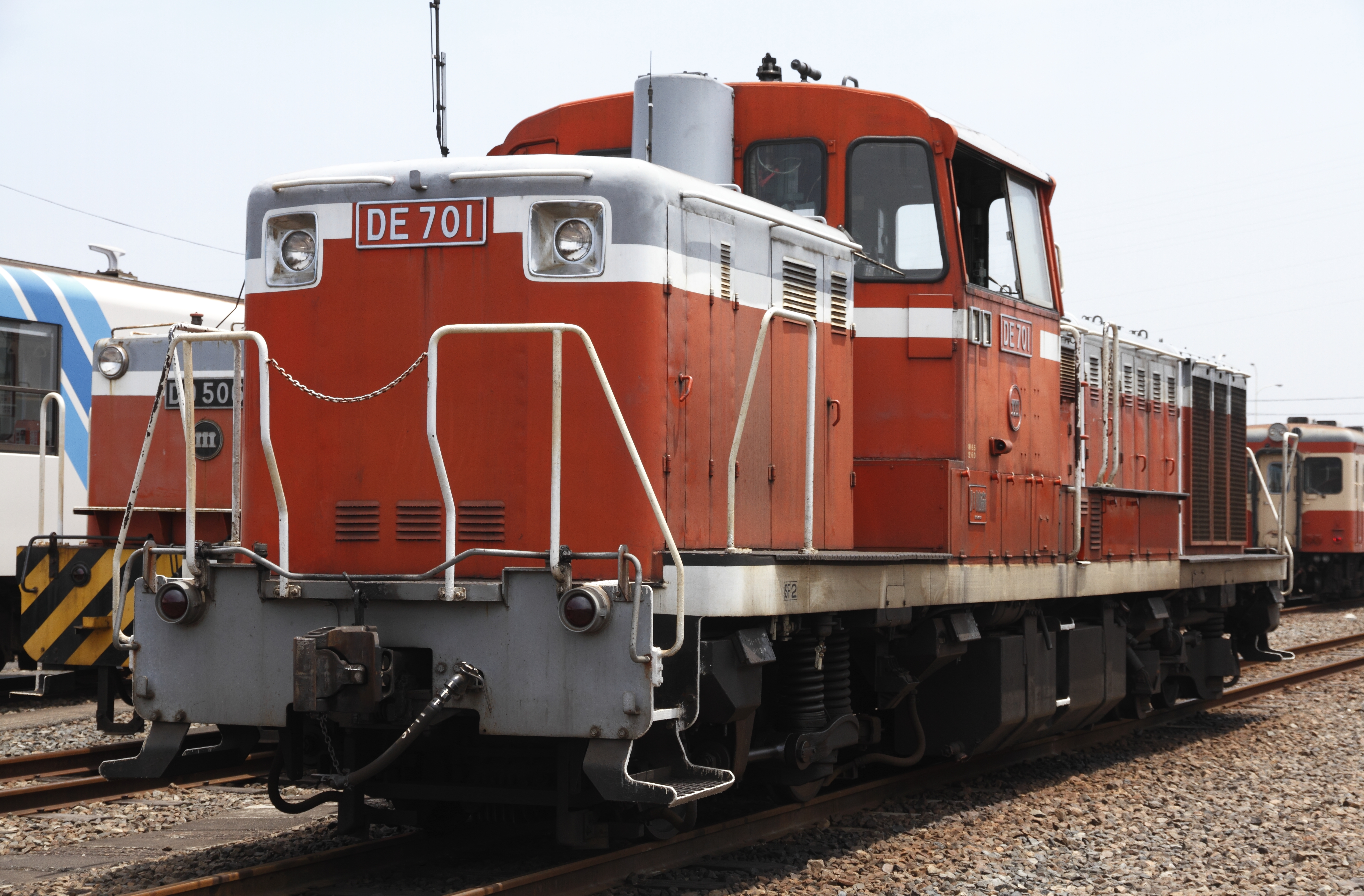
Locomotive classe DE70
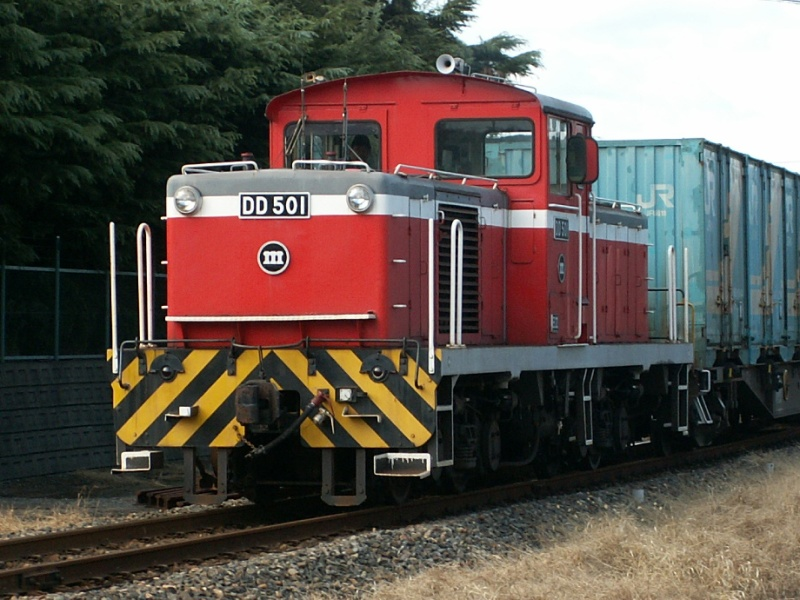
Locomotive classe DD500
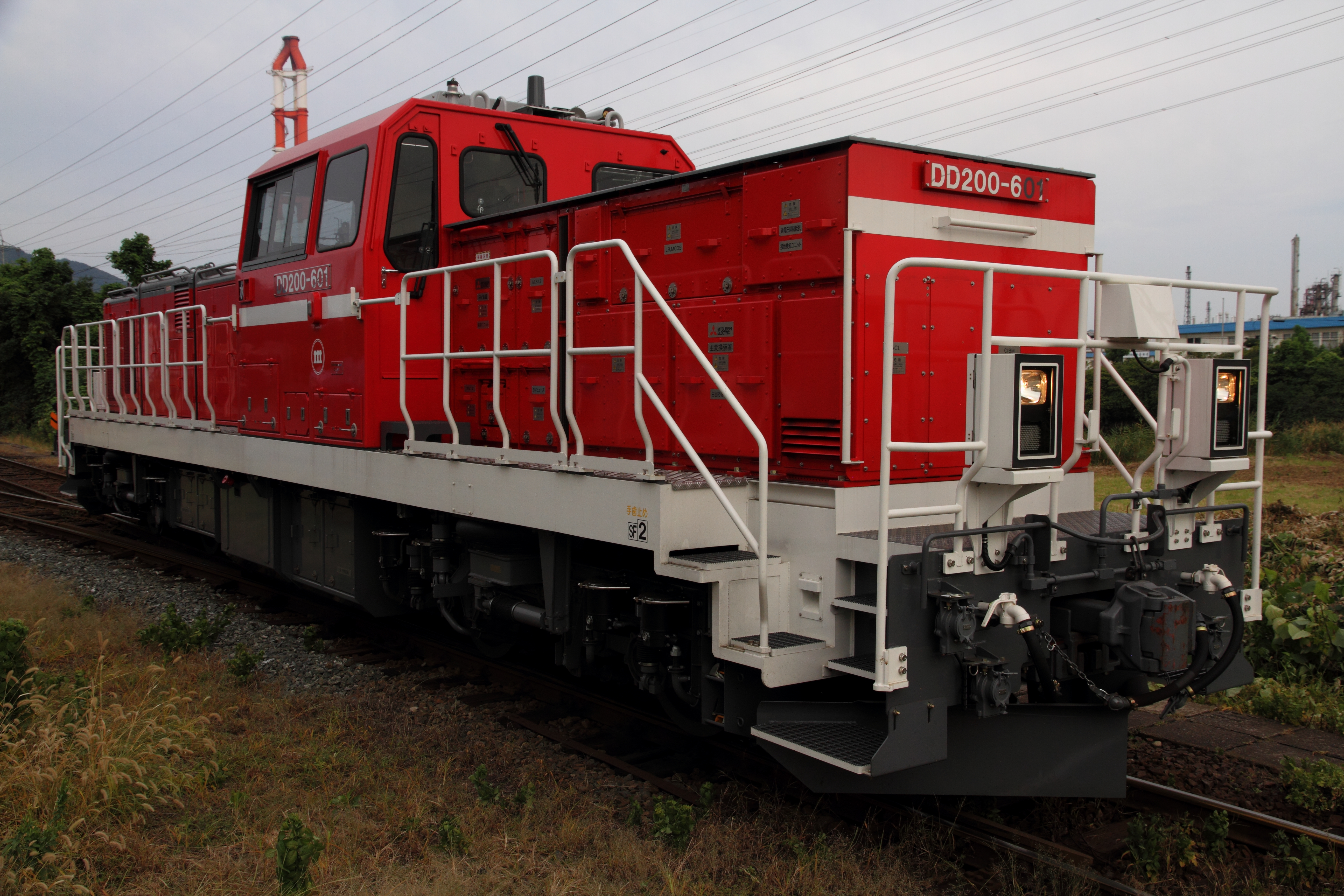
Locomotive classe DD200